# Simpsonovi (10. řada)
Desátá řada amerického animovaného seriálu Simpsonovi je pokračování deváté řady tohoto seriálu. Byla vysílána na americké televizní stanici Fox od 23. srpna 1998 do 16. května 1999. V Česku měl první díl z této řady premiéru 18. dubna 2000 na ČT1 (při prvním českém vysílání měla řada jinou sestavu dílů). Řada má celkem 23 dílů.

## Seznam dílů
| Č. v seriálu | Č. v řadě | Původní název                                | Český název                                                                    | Režie                          | Scénář                                               | Premiéra v USA     | Premiéra v ČR      | Produkční kód |
| ------------ | --------- | -------------------------------------------- | ------------------------------------------------------------------------------ | ------------------------------ | ---------------------------------------------------- | ------------------ | ------------------ | ------------- |
| 204          | 1         | Lard of the Dance                            | Školní večírek                                                                 | Dominic Polcino                | Jane O'Brien                                         | 23. srpna 1998     | 17. října 2000     | 5F20          |
| 205          | 2         | The Wizard of Evergreen Terrace              | Kouzelník z Evergreen Terrace                                                  | Mark Kirkland                  | John Swartzwelder                                    | 20. září 1998      | 24. října 2000     | 5F21          |
| 206          | 3         | Bart the Mother                              | Bart v úloze matky                                                             | Steven Dean Moore              | David S. Cohen                                       | 27. září 1998      | 14. listopadu 2000 | 5F22          |
| 207          | 4         | Treehouse of Horror IX                       | Speciální čarodějnický díl (ČT, Prima) Speciální čarodějnický díl IX (Disney+) | Steven Dean Moore              | Donick Cary, Larry Doyle a David S. Cohen            | 25. října 1998     | 18. dubna 2000     | AABF01        |
| 208          | 5         | When You Dish Upon a Star                    | Dojezdy pro hvězdy                                                             | Pete Michels                   | Richard Appel                                        | 8. listopadu 1998  | 7. listopadu 2000  | 5F19          |
| 209          | 6         | D'oh-in' in the Wind                         | Šťastná doba hippies                                                           | Mark Kirkland a Matthew Nastuk | Donick Cary                                          | 15. listopadu 1998 | 21. listopadu 2000 | AABF02        |
| 210          | 7         | Lisa Gets an 'A'                             | Líza má jedničku                                                               | Bob Anderson                   | Ian Maxtone-Graham                                   | 22. listopadu 1998 | 28. listopadu 2000 | AABF03        |
| 211          | 8         | Homer Simpson in: 'Kidney Trouble'           | Homer Simpson a ledvina                                                        | Mike B. Anderson               | John Swartzwelder                                    | 6. prosince 1998   | 5. prosince 2000   | AABF04        |
| 212          | 9         | Mayored to the Mob                           | Střet s mafií                                                                  | Swinton O. Scott III           | Ron Hauge                                            | 20. prosince 1998  | 12. prosince 2000  | AABF05        |
| 213          | 10        | Viva Ned Flanders                            | Ať žije Flanders                                                               | Neil Affleck                   | David M. Stern                                       | 10. ledna 1999     | 19. prosince 2000  | AABF06        |
| 214          | 11        | Wild Barts Can't Be Broken                   | Bart se nevzdává                                                               | Mark Ervin                     | Larry Doyle                                          | 17. ledna 1999     | 9. ledna 2001      | AABF07        |
| 215          | 12        | Sunday, Cruddy Sunday                        | Sportovní neděle                                                               | Steven Dean Moore              | Tom Martin, George Meyer, Brian Scully a Mike Scully | 31. ledna 1999     | 16. ledna 2001     | AABF08        |
| 216          | 13        | Homer to the Max                             | Homer – Maxi Obr (ČT) Homer – Maxi obr (Prima, Disney+)                        | Pete Michels                   | John Swartzwelder                                    | 7. února 1999      | 23. ledna 2001     | AABF09        |
| 217          | 14        | I'm with Cupid                               | Mor na Amora                                                                   | Bob Anderson                   | Dan Greaney                                          | 14. února 1999     | 6. února 2001      | AABF11        |
| 218          | 15        | Marge Simpson in: 'Screaming Yellow Honkers' | Marge – královna silnic                                                        | Mark Kirkland                  | David M. Stern                                       | 21. února 1999     | 30. ledna 2001     | AABF10        |
| 219          | 16        | Make Room for Lisa                           | Dejte Líze pokoj                                                               | Matthew Nastuk                 | Brian Scully                                         | 28. února 1999     | 13. února 2001     | AABF12        |
| 220          | 17        | Maximum Homerdrive                           | Na plnej plyn                                                                  | Swinton O. Scott III           | John Swartzwelder                                    | 28. března 1999    | 20. února 2001     | AABF13        |
| 221          | 18        | Simpsons Bible Stories                       | Simpsonovské biblické příběhy                                                  | Nancy Kruseová                 | Tim Long, Larry Doyle a Matt Selman                  | 4. dubna 1999      | 27. února 2001     | AABF14        |
| 222          | 19        | Mom and Pop Art                              | Outsider-art                                                                   | Steven Dean Moore              | Al Jean                                              | 11. dubna 1999     | 6. března 2001     | AABF15        |
| 223          | 20        | The Old Man and The 'C' Student              | Stařec a moře průšvihů                                                         | Mark Kirkland                  | Julie Thackerová                                     | 25. dubna 1999     | 13. března 2001    | AABF16        |
| 224          | 21        | Monty Can't Buy Me Love                      | Za peníze si Monty lásku nekoupí                                               | Mark Ervin                     | John Swartzwelder                                    | 2. května 1999     | 20. března 2001    | AABF17        |
| 225          | 22        | They Saved Lisa's Brain                      | Asociace Mensy zachraňuje Lízu                                                 | Pete Michels                   | Matt Selman                                          | 9. května 1999     | 27. března 2001    | AABF18        |
| 226          | 23        | Thirty Minutes Over Tokyo                    | Třicet minut v Tokiu                                                           | Jim Reardon                    | Donick Cary a Dan Greaney                            | 16. května 1999    | 3. dubna 2001      | AABF20        |